# Paludinella
Paludinella là một chi ốc có mài nhỏ ở đầm ngập mặn là động vật thân mềm chân bụng, trong họ Assimineidae.

## Các loài
Chi Paludinella có các loài sau:
- Paludinella conica
- Paludinella littorina (delle Chiaje, 1828)
- Paludinella minima
- Paludinella semperi
- Paludinella vitrea